# Sherif Ozman
Sherif Ozman (15 de septiembre de 1982) es un deportista egipcio que compitió en levantamiento de potencia adaptado. Ganó cuatro medallas en los Juegos Paralímpicos de Verano entre los años 2008 y 2020.

## Palmarés internacional
| Juegos Paralímpicos | Juegos Paralímpicos     | Juegos Paralímpicos | Juegos Paralímpicos |
| Año                 | Lugar                   | Medalla             | Categoría           |
| ------------------- | ----------------------- | ------------------- | ------------------- |
| 2008                | Pekín (China)           | Medalla de oro      | –56 kg              |
| 2012                | Londres (Reino Unido)   | Medalla de oro      | –56 kg              |
| 2016                | Río de Janeiro (Brasil) | Medalla de oro      | –59 kg              |
| 2020                | Tokio (Japón)           | Medalla de plata    | –59 kg              |